# Staatliche Universität Irkutsk

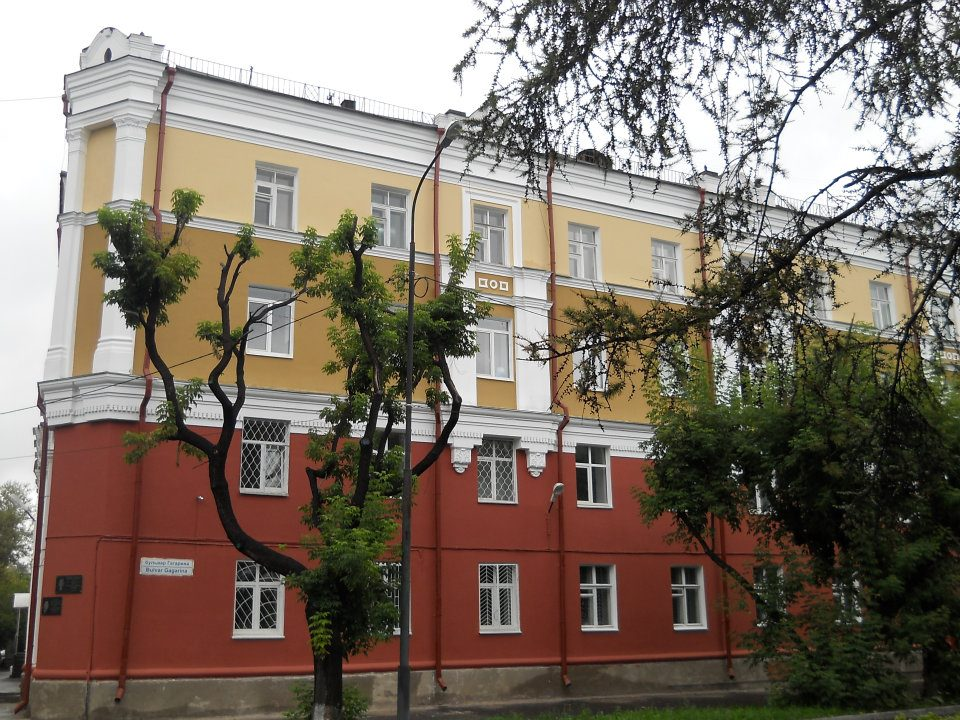
Gebäude der Philologischen Fakultät der Staatlichen Universität Irkutsk

Die Staatliche Universität Irkutsk (russisch Иркутский Государственный Университет Irkutskij Gossudarstwennyj Uniwersitet, englisch Irkutsk State University), kurz ISU, ist eine staatliche Universität in der russischen Stadt Irkutsk mit über 16.000 Studenten (Stand 2013).
Die Universität wurde 1918 gegründet und gliedert sich heute in insgesamt 14 Fakultäten und Institute.

## Geschichte
Ein Jahr nach der Universitätsgründung wurde 1919 Institut des Ostens gegründet, in dem Sanskrit, Mongolisch, Chinesisch, Tibetisch und Japanisch unterrichtet wurden. Außerdem wurde die physikalisch-mathematische Fakultät gegründet. 1920 wurde der medizinische Zweig eine eigenständige Fakultät. 1930 wurde die Universität neu organisiert und die Institute für Medizin, Finanzökonomie und Pädagogik gegründet. Während des Zweiten Weltkriegs gingen von 1941 bis 1945 über 100 Universitätsmitarbeiter an die Front. 1947 wurden Forschungsinstitute für Physik und Chemie gegründet. 1949 erfolgte die Gründung der Fakultät für Geologie und ein Zweig der Ostsibirischen Akademie der Wissenschaften wurde in Irkutsk eröffnet.